# Roberto Mordacci
Roberto Mordacci (Milano, 30 maggio 1965) è un filosofo italiano.
Professore ordinario di Filosofia Morale, è Prorettore alle Scienze umani e sociali dell'Università Vita-Salute San Raffaele dove è stato Preside della Facoltà di Filosofia per tre mandati, dal 2013 al 2022.
È Direttore della Cattedra Giuseppe Rotelli di Filosofia e della Philosophy and Business Unit dell'Università Vita-Salute San Raffaele..

## Biografia
Laurea in filosofia presso l'Università Cattolica del Sacro Cuore di Milano; Dottorato in bioetica presso l'Università degli Studi di Genova. Ha svolto attività di ricerca e insegnamento presso la Scuola di Medicina e Scienze Umane dell'Istituto Scientifico Ospedale San Raffaele (1990-2000) Dal 2000 ha insegnato presso l'Università Vita-Salute San Raffaele, prima presso la Facoltà di Psicologia e dal 2002 presso la Facoltà di Filosofia che ha contribuito a fondare insieme con Massimo Cacciari, Edoardo Boncinelli, Michele Di Francesco, Andrea Moro. Ha contribuito a progetti di ricerca ed è stato membro del Consiglio d'Europa per l'insegnamento della bioetica. 
Dal 2013 è preside della Facoltà di Filosofia dell'Università Vita-Salute San Raffaele, rieletto nel giugno 2016 per il secondo mandato e nel 2019 per il terzo mandato, conclusosi a luglio 2022.
Dal 2007 al 2012 è stato membro del Comitato Nazionale per la Biosicurezza, le Biotecnologie e le Scienze per la Vita della Presidenza del Consiglio dei Ministri.
Dal 2012 al 2015 è stato membro del Comitato Scientifico per EXPO 2015 come delegato del Rettore dell'Università Vita-Salute San Raffaele.
Dal 2016 è membro della Commissione per l'Etica della Ricerca e la Bioetica del Consiglio Nazionale delle Ricerche (CNR) e del Consiglio Direttiva della Società Italiana di Filosofia Morale (SIFM).
Nel 2017 ha fondato l'International Research Centre for European Culture and Politics (IRCECP) del quale è Direttore.
Dal giugno 2021 è co-direttore della rivista Filosofia Morale / Moral Philosophy promossa dalla Società Italiana di Filosofia Morale.
Nel 2022 è stato nominato Prorettore alle Scienze umane e sociali dell'Università Vita-Salute San Raffaele.

## Temi di ricerca
Si è dedicato in particolar modo dei temi: "Etica e ragioni morali", "Etica pubblica e rispetto", "Neuroetica".
Attraverso l'indagine delle "ragioni morali" e dell'"identità personale" e ispirandosi alla filosofia kantiana, propone una forma di "personalismo critico" in base alla quale il fondamento dell'esperienza morale viene individuato nella ricerca, che ognuno compie, delle "buone ragioni" che danno forma alla propria individualità personale attraverso l'agire. Riconoscere ogni persona come autrice della propria identità fonda un'etica del rispetto delle persone in quanto a ogni individuo viene riconosciuto il diritto e il dovere di esprimere le proprie abilità e costruire la propria personalità. Gli sviluppi più recenti vanno nella direzione di un'etica critica ispirata alla Scuola di Francoforte. In questa prospettiva, il principio di rispetto è interpretato come regola delle relazioni di potere.
Si è inoltre occupato di bioetica essendo anche stato coordinatore del progetto Bioetica della genetica: questioni morali e giuridiche negli impieghi clinici, biomedici e sociali della genetica umana del Miur (FIRB,2009-2011).
Tra i suoi interessi più recenti, la disciplina della Film and Philosophy: la riflessione su come i film possono fare filosofia e se possono argomentare vere e proprie tesi filosofiche. In questo contesto ha dato vita al Laboratorio di Filosofia e Cinema presso la Facoltà di Filosofia dell'Università Vita-Salute San Raffaele, conduce il sabato pomeriggio la rubrica "Al cinema col Filosofo" su TgCom24 (stagioni 2014-2015 e 2015-2016) e la rubrica "Imparare ad amare i film" all'interno di Cinematografo Estate (2015) su Rai 1.

## Pubblicazioni
- Bioetica della sperimentazione, FrancoAngeli, Milano 1997.
- Salute e bioetica (con Giorgio Cosmacini), Einaudi, Milano 2002.
- Ethics and Genetics. A workbook for practitioners and students, Bergham Books, New York 2003, con G. de Wert, R. ter Meulen e M. Tallacchini.
- Una introduzione alle teorie morali, Feltrinelli, Milano 2003.
- La vita etica e le buone ragioni, Bruno Mondadori, Milano 2007.[8]
- Ragioni personali. Saggio sulla normatività morale, Carocci, Milano 2008.
- Elogio dell'Immoralista, Bruno Mondadori, Milano 2009.[8]
- Rispetto, Raffaello Cortina, Milano 2012.
- Bioetica, Bruno Mondadori, Milano 2013.[9]
- L'etica è per le persone, San Paolo, Cinisello Balsamo 2015.[10]
- Al cinema con il filosofo. Imparare ad amare i film, Mondadori, Milano 2015.[11]
- La condizione neomoderna, Einaudi, Torino 2017.
- Come fare filosofia con i film, a cura di, Carocci, 2017.
- Filosofia morale. Fondamenti, metodi, sfide pratiche, Le Monnier, Firenze 2019 (con Gabriele De Anna e Piergiorgio Donatelli)
- Ritorno a utopia, Laterza, Bari, 2020.
- Critica e utopia. Da Kant a Francoforte, Castelvecchi, Roma, 2023.

## Riviste
È membro del comitato scientifico dell'Annuario di Etica (ed. Vita e Pensiero), dell'Annuario di Filosofia (ed. Mimesis) e della rivista online Etica & Politica.
Dalla sua fondazione (febbraio 2016) è membro del Comitato Scientifico della rivista scientifica The Future of Science and Ethics, a cura del Comitato Etico della Fondazione Umberto Veronesi.
Dal giugno 2021 è co-direttore della rivista Filosofia Morale / Moral Philosophy promossa dalla Società Italiana di Filosofia Morale.

## Attività teatrale
- Romeo e Giulietta: nascita e tragedia dell'io moderno, Eloisa e Abelardo: passione e negazione, Occidente, o identità fragile: Paul Auster e le Follie di Brooklyn, analisi filosofiche con letture sceniche, ciclo "Aperitivi con Sophia", Teatro Franco Parenti, marzo-aprile 2009
- La violenza e l'ingiustizia - Gorgia, ciclo "Filosofi a teatro" Roberto Mordacci, Teatro Franco Parenti, dicembre 2009
- L'individuo, la libertà e il perdono. Hegel legge Dostoevskij, lettura scenica di Roberto Mordacci e Jean Sorel, ciclo l'Intelligenza e la Fantasia, Teatro Strehler, maggio 2006
- L'isola della verità. Divagazioni fotografiche e filosofiche, lettura scenica di Roberto Mordacci, Anna Traini e Maria Grazia Stepparava, Cluster Isole, Mare e Cibo, Padiglione P03-Expo Milano 2015 (Rho-Fiera), 14 luglio 2015[14]
- Kant e il mare, lettura scenica di Roberto Mordacci e Francesca Ria, agosto 2015[15]